# Louisa Collins
Louisa Collins (anteriormente Andrews, de soltera Hall) (Scone, Australia; 11 de agosto de 1847-Sídney, 8 de enero de 1889) fue una  asesina convicta y envenenadora australiana, quien fue apodada como la "Borgia de la botánica" por la prensa del día, soportó cuatro juicios frente a 48 hombres, después de que los tres primeros jurados no lograran condenarla.
Collins fue ahorcada en la cárcel de Darlinghurst la mañana del 8 de enero de 1889.

## Primeros años
Nació como Louisa Hall en Belltrees cerca de Scone, Nueva Gales del Sur el 11 de agosto de 1847, era una de al menos siete hijos de Henry Hall y su esposa Catherine (de soltera Ring). Henry Hall era un nativo de Birmingham, Inglaterra, que había sido enviado a Australia como preso en 1831 a bordo del barco Asia, mientras que Catherine era una migrante de Irlanda.
A una edad temprana, Louisa se casó con Charles Andrews, un carnicero con el tuvo nueve hijos, de los cuales solo siete sobrevivieron a la infancia. En diciembre de 1886, Andrews había trasladado a su familia al suburbio de Botany en el centro de la ciudad. Andrews trabajaba como lavador de lana que usaba productos químicos (incluido arsénico) para lavar la lana antes de exportarla. Para llegar a fin de mes la familia acogió huéspedes. Uno de los compañeros de trabajo de Andrew fue Michael Collins, quien se instaló en la casa de su familia.
Charles Andrews descubrió la relación entre su esposa y Michael Collins en diciembre de 1886, por lo que Charles Andrews confrontó a Michael Collins y lo echó de la pensión.

### Viudedad
El 31 de enero de 1887, Charles Andrews firmó un testamento que fue redactado por un empleado de la oficina de seguros. Poco después comenzó a sentirse violentamente enfermo, sufriendo calambres de estómago, vómitos y diarrea. Andrews murió el 2 de febrero de 1887. La ya viuda Sra. Louisa Andrews solicitó rápidamente el seguro de vida de su difunto esposo.
A sus conocidos no les sorprendió que se comprometiera con Michael Collins poco después de la muerte de su primer marido. Louisa Collins declaró que se casaron el 9 de abril de 1887, dos meses después del funeral de Charles Andrews, estaba embarazada de cuatro meses el día de su boda. Su hijo, John Collins, nacido en 1887 murió y fue enterrado en la tumba de un pobre.
Michael Collins enfermó después de que él y Louisa llevaran casados un año. Inmediatamente antes de su muerte el 8 de julio de 1888, mostró los mismos síntomas que tenía Charles Andrews en 1887.

### Encuesta
El Sr. H. Shiell, JP (el forense de la ciudad) llevó a cabo una investigación forense en la morgue del sur de Sídney. La vida de Michael Collins no estaba asegurada.
Los vecinos sospechaban que ambos maridos de Louisa Collins habían muerto con los mismos síntomas. El cuerpo de Andrews fue exhumado y un análisis químico encontró la presencia de arsénico. La autopsia de Michael Collins declaró que la causa de la muerte fue envenenamiento por arsénico. Louisa Collins fue arrestada por el asesinato de ambos hombres por recomendación del forense ya que ella fue la única persona que cuidó a los hombres durante sus enfermedades.

### Testimonios
Uno de los hijos de Louisa Collins de su primer matrimonio (Arthur Andrews) dio evidencia de que su padre era un hombre sano que podía trabajar quince horas al día si era necesario. Algunos de los testimonios más importantes fueron dados por la única hija de Collins, May Andrews. May, que tenía solo diez años en el momento del primer juicio, dio evidencia de que la familia tenía Rough on Rats, un veneno mortal a base de arsénico. Sídney estaba sufriendo una plaga de ratas en la década de 1880, lo que provocó un auge de las ventas del producto, que fue la base del caso contra Collins.
Collins soportó cuatro juicios, los primeros tres no lograron encontrar un veredicto. No llamó a ningún testigo en su defensa.

### Castigo
El 8 de enero de 1889, Louisa Collins fue ahorcada en la cárcel de Darlinghurst. Fue la última mujer en ser ahorcada en el estado de Nueva Gales del Sur.

## Publicación
El primer examen completo del caso, Last Woman Hanged: the Terrible True Story of Louisa Collins, de la autora y periodista australiana Caroline Overington, se publicó en 2014.
Una novela, The Killing of Louisa de Janet Lee, fue publicada por UQP en 2018.

## Víctimas
- Charles Andrews (52 años)
- Michael Peter Collins (26 años)